# Dicranum subscoparium
Dicranum subscoparium är en bladmossart som beskrevs av Kindberg 1905. Dicranum subscoparium ingår i släktet kvastmossor, och familjen Dicranaceae. Inga underarter finns listade i Catalogue of Life.